# Antonio de Obregón
Antonio de Obregón Chorot (Madrid, 6 de marzo de 1909-Madrid, 14 de enero de 1985) fue un escritor, periodista, crítico teatral y, posteriormente, guionista y director de cine español. En su juventud se movió en los cenáculos vanguardistas, destacando como autor de dos novelas de esa significación. Solo secundariamente, durante la guerra civil, ocupó un puesto político en el aparato de la propaganda franquista.

## Biografía
Estudió bachillerato en La Coruña. Empezó la carrera universitaria de Medicina en Oviedo y la continuó en Madrid, pero en el año 1927 la abandonó para dedicarse por entero a la literatura. En 1928, ya aparece firmando en La Gaceta Literaria un estudio sobre Luis de Góngora. Por esas fechas, ya era colaborador habitual de El Sol y de la Revista de Occidente.
Participó activamente en los movimientos que condujeron a la proclamación de la II República. De hecho, formó parte de la comisión de responsabilidades políticas del Ateneo de Madrid, integrada por varios de los que en breve constituirían el Gobierno provisional. En 1931 publicó su primera novela, Efectos navales y en 1934 su segunda y última novela, Hermes en la vía pública, que lo colocaron como uno de los más destacados cultivadores de la prosa vanguardista. Aficionado a la cinematografía, en 1933 fundó la sociedad Intercambio Cultural Iberoamericano. En 1934 colaboró en el semanario Diablo Mundo de Corpus Barga. Ese año participó en el manifiesto de apoyo a Manuel Azaña, firmado por numerosos intelectuales y artistas españoles. Pronto, sin embargo, se desmarcó de estas posiciones, se acercó al españolismo radical e ingresó en la Falange Española de las JONS.
Su compromiso político no afectó en absoluto a su vocación literaria. Durante las fechas en que se adscribió al falangismo, fue colaborador de Eco: Revista de España (1933-1935) y tomó parte en Los Crepúsculos, un volumen antológico, impreso por Altolaguirre, que recopiló una serie de poetas de corte neorromántico que durante el año 1935 estuvieron reuniéndose en diversas veladas literarias en Madrid. También en 1935 fue elegido representante de España en el Congreso Internacional de la Crítica, y secretario del Ateneo de Madrid, y fundó una nueva sociedad cinematográfica: Producciones Hispánicas, S.A.
Tras el alzamiento militar del 18 de julio de 1936, logró pasarse a la zona sublevada, donde se le identifica como uno de los falangistas porteadores del ataúd de Unamuno durante el entierro del escritor vasco. Durante la guerra civil, colaboró con la propaganda franquista en labores cinematográficas. Acabada la contienda, fue redactor del diario Arriba. Su vida política y literaria fue casi inexistente desde entonces.
En su etapa como director de cine escribió y dirigió un total de ocho películas, entre las que pueden citarse Chantaje (1946), La esfinge maragata (1950) y Hace cien años (1952).
Tras su faceta cinematográfica, se dedicó al periodismo, siendo colaborador del diario Madrid y corresponsal del diario ABC, donde escribió como crítico cinematográfico y cronista municipal, de gastronomía y turismo.
Falleció el 14 de enero de 1985, a los setenta y cinco años de edad, a consecuencia de un fallo cardiaco.

## Filmografía completa (director y guionista)
- Marcha triunfal (Documental) (1938)
- Mi vida en tus manos (1943)
- Tarjeta de visita (1944)
- Chantaje (1946)
- Revelación (1948)
- La mariposa que voló sobre el mar (1948)
- La esfinge maragata (1950)
- Hace cien años (1952)